# (254749) Kurosawa
(254749) Kurosawa ist ein Asteroid des mittleren Hauptgürtels, der am 10. August 2005 vom französischen Astronomen Bernard Christophe am Observatorium Saint-Sulpice (IAU-Code 947) in Saint-Sulpice, Kanton Noailles entdeckt wurde.
In einer Cluster-Analyse von Milani et al. aus dem Jahr 2014 wurde (254749) Kurosawa aufgrund seiner Bahnparameter automatisiert in den gleichen Cluster einsortiert wie der Asteroid (29841) 1999 FO14.
(254749) Kurosawa wurde am 18. Februar 2011 nach dem japanischen Filmregisseur Akira Kurosawa benannt. Ein Einschlagkrater auf der südlichen Hemisphäre des Planeten Merkur war hingegen 1976 nach dem japanischen Musiksammler aus dem 18. Jahrhundert Kinko Kurosawa benannt worden: Merkurkrater Kurosawa.